# Simopteryx davalliata
Simopteryx davalliata är en fjärilsart som beskrevs av Felder och Alois Friedrich Rogenhofer 1875. Simopteryx davalliata ingår i släktet Simopteryx och familjen mätare. Inga underarter finns listade i Catalogue of Life.